# Ray McAnally
Ray McAnally (ur. 30 marca 1926 w Buncrana, zm. 15 czerwca 1989 w hrabstwie Wicklow) – irlandzki aktor filmowy, teatralny i telewizyjny. W swojej karierze, trwającej ponad cztery dekady, wystąpił w niemal 70 filmach i serialach telewizyjnych.

## Życiorys
Znany na Wyspach Brytyjskich ze swoich wybitnych ról teatralnych. W 1947 dołączył do zespołu dublińskiego Abbey Theatre, gdzie poznał aktorkę Ronnie Masterson, jego późniejszą żonę. Z sukcesem występował na scenach londyńskiego West Endu, grając np. George'a w sztuce Kto się boi Virginii Woolf? w Piccadilly Theatre.
Na arenie międzynarodowej rozpoznawalność i uznanie zdobył dzięki swoim rolom filmowym stworzonym w latach 80., a więc w ostatnim etapie jego kariery. Został wtedy dwukrotnie laureatem Nagrody BAFTA dla najlepszego aktora drugoplanowego za rolę kardynała Altamirano w Misji (1986) Rolanda Joffé oraz za rolę ojca Christy'ego Browna w Mojej lewej stopie (1989) Jima Sheridana. Zdobył również telewizyjną Nagrodę BAFTA za kreację w miniserialu A Very British Coup (1988).